# Felix Dahn
Felix Dahn (Amburgo, 9 febbraio 1834 – Breslavia, 3 gennaio 1912) è stato uno scrittore e giurista tedesco.

## Biografia
Fu professore a Breslavia.
Scrisse la monumentale opera storica Die Könige der Germanen (12 volumi, 1861-1909) e fu autore anche di ballate e di romanzi storici, tra i quali spicca Ein Kampf um Rom, ambientato all'epoca della guerra greco-gotica, e Bissula (edito nel 1884).
Partecipò alla realizzazione della Allgemeine Geschichte in Einzeldarstellungen, opera storica scritta da un gruppo di storici tedeschi coordinati da Wilhelm Oncken.
Suo padre, Friedrich Dahn, fu un celebre attore tedesco.